# Tractolira
Tractolira là một chi ốc biển, là động vật thân mềm chân bụng sống ở biển trong họ Volutidae.

## Các loài
Các loài thuộc chi Tractolira bao gồm:
- Tractolira delli Leal & Harasewych, 2005[2]
- Tractolira germonae Harasewych, 1987[3]
- Tractolira sparta Dall, 1896[4]
- Tractolira tenebrosa Leal & Bouchet, 1985[5]